# Henry Morton Stanley
Henry Morton Stanley (Denbigh (Wales), 28 januari 1841 – Londen, 10 mei 1904) was een Amerikaans-Brits journalist, ontdekkingsreiziger en politicus.

## Biografie

### Jeugd
Stanley werd geboren als John Rowlands in Denbigh, Wales, als buitenechtelijk kind. Van zijn 5e tot zijn 15e jaar groeide hij op in een weeshuis (St Asaph's Workhouse). Vervolgens verbleef hij bij verschillende familieleden, omdat zijn moeder hem niet bij zich kon of wilde hebben. Met verschillende baantjes kwam hij aan de kost. Toen hij 17 jaar oud was monsterde hij aan als "cabin boy" op een schip naar New Orleans. Hij kreeg zwaar werk aan dek opgedragen en in New Orleans verliet hij het schip. Daar ontmoette hij een welgestelde handelaar, Stanley geheten, wiens naam hij aannam.

### Verenigde Staten
In 1861 ging Stanley in dienst bij het Geconfedereerde leger. Zijn regiment werd uit elkaar geslagen tijdens de eerste veldslag en hij werd gevangengenomen. Om aan een lange gevangenschap te ontkomen diende Stanley zich aan bij het leger van de Unie. Hij werkte als klerk op een fregat van de noordelijke marine en deserteerde aan het einde van de burgeroorlog.
Na de Amerikaanse Burgeroorlog werd Stanley journalist in New York. Hij kreeg van de New York Herald de opdracht op zoek te gaan naar David Livingstone, een beroemde Britse ontdekkingsreiziger, die in Oost-Afrika naar de bronnen van de Nijl zocht, maar al enkele jaren niet meer gezien was.

### Op zoek naar Livingstone (1871-1872)

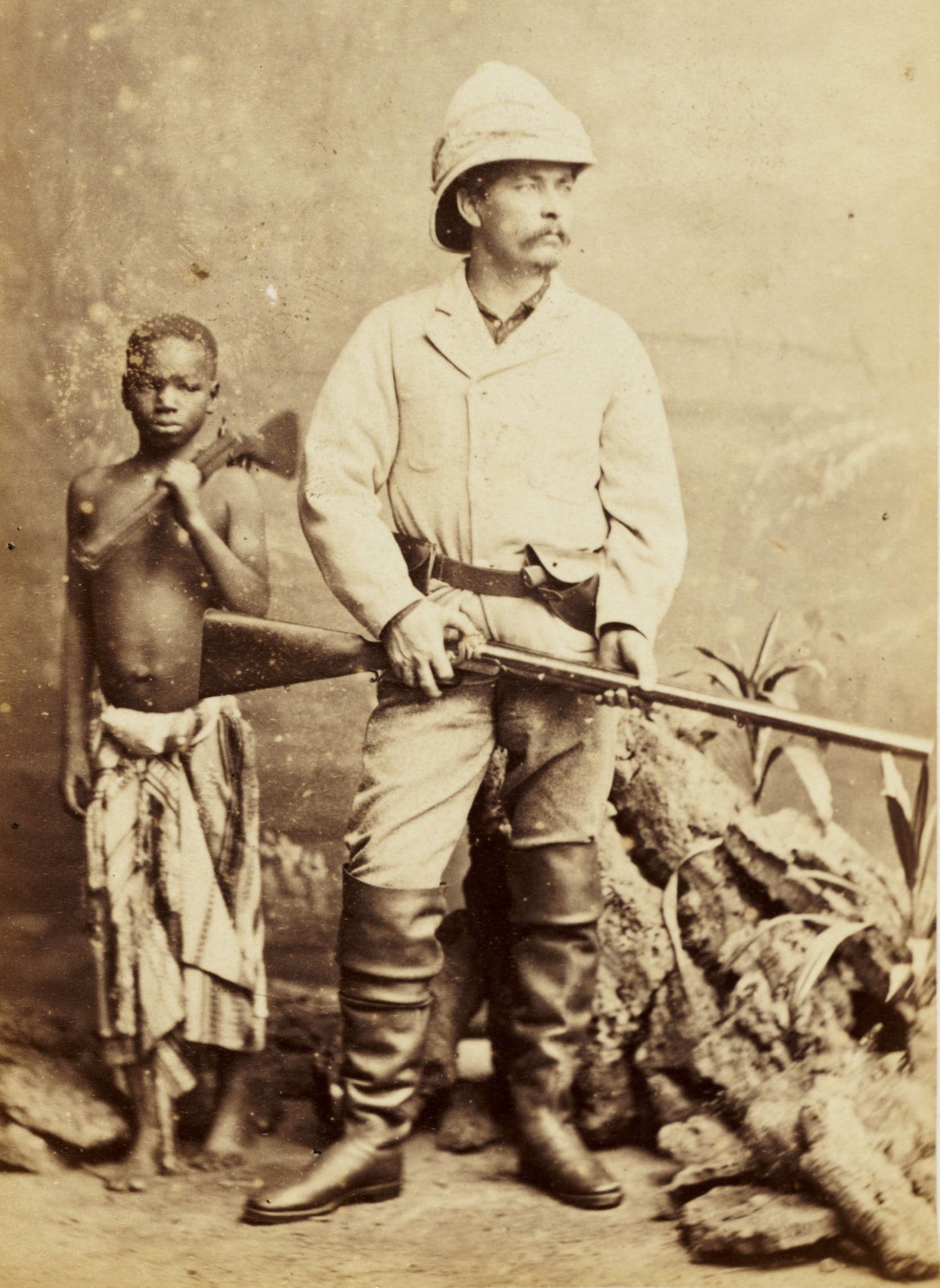
Henry Morton Stanley (1872)

Stanley vertrok in 1871 vanuit Zanzibar naar het westen. In Ujiji, aan de oostelijke oever van het Tanganyikameer, zag hij een blanke die hij meteen aansprak, naar eigen zeggen met de beroemde woorden "Dr. Livingstone, I presume?" ("Dr. Livingstone, neem ik aan?"). Het bleek inderdaad de vermiste zendeling te zijn. Stanley had voedsel en medicijnen voor Livingstone, waarvoor deze dankbaar was, maar hij wilde niet met Stanley terug naar Zanzibar. Samen maakten ze een tocht over het Tanganyikameer, waarna Stanley terugkeerde naar de kust en Livingstone zijn tocht voortzette. Livingstone stierf een paar jaar later, in 1873, in hartje Afrika.

### Eerste trans-Afrikaanse expeditie (1874-1877)
In 1874-1877 maakte Stanley een grote ontdekkingsreis naar Oost- en Centraal-Afrika. Vanuit Zanzibar reisde hij eerst naar het Victoriameer en voer het rond, daarmee aantonend dat dit één meer was en niet een verzameling dicht bij elkaar gelegen meren zoals sommigen meenden. Ook stelde hij vast dat de Rippon-watervallen de enige afwatering van het Victoriameer vormden. Daarna trok hij naar het Tanganyikameer en deed daar hetzelfde. Ook hier stelde hij vast dat er maar één rivier uit stroomde, de Lukuga.
Nu ging Stanley door naar de Lualaba. Livingstone had gedacht dat dit de bron van de Nijl was, doch na hem had Verney Lovett Cameron vastgesteld dat de rivier te laag lag om de Nijl te zijn en waarschijnlijk de Congo was. Tijdens het eerste gedeelte van dit traject liet Stanley zich beschermen door de beruchte slavenhandelaar Tippo Tip; diens aanwezigheid had evenwel ook het effect dat het gezelschap verscheidene aanvallen te verduren kreeg van wantrouwige plaatselijke bewoners. Stanley voer de rivier af tot aan de zee en bewees daarmee dat Cameron gelijk had. Op 9 augustus 1877, precies 999 dagen na zijn vertrek uit Zanzibar, bereikte Stanley een Portugese handelspost nabij de monding van de Congo. Van de 356 man in zijn expeditie overleefden slechts 114, onder wie Stanley zelf als enige van de vier Europeanen.

### Internationale Opper-Congo Expeditie (1879-1884)

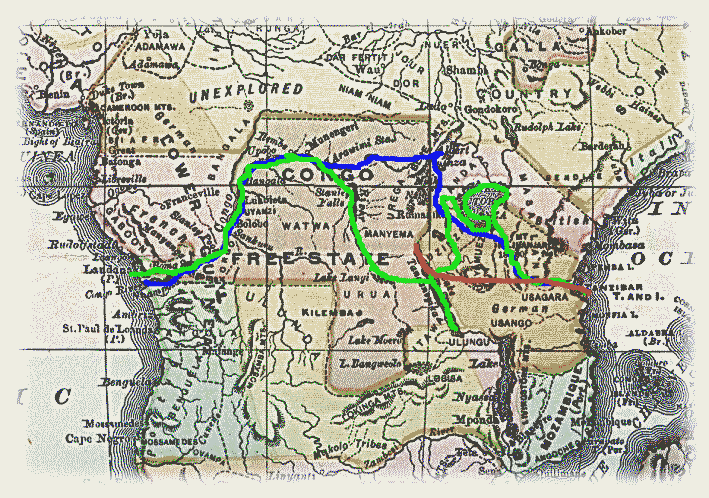
Stanleys tochten. rood: 1871-2, groen: 1874-7, blauw: 1888-9

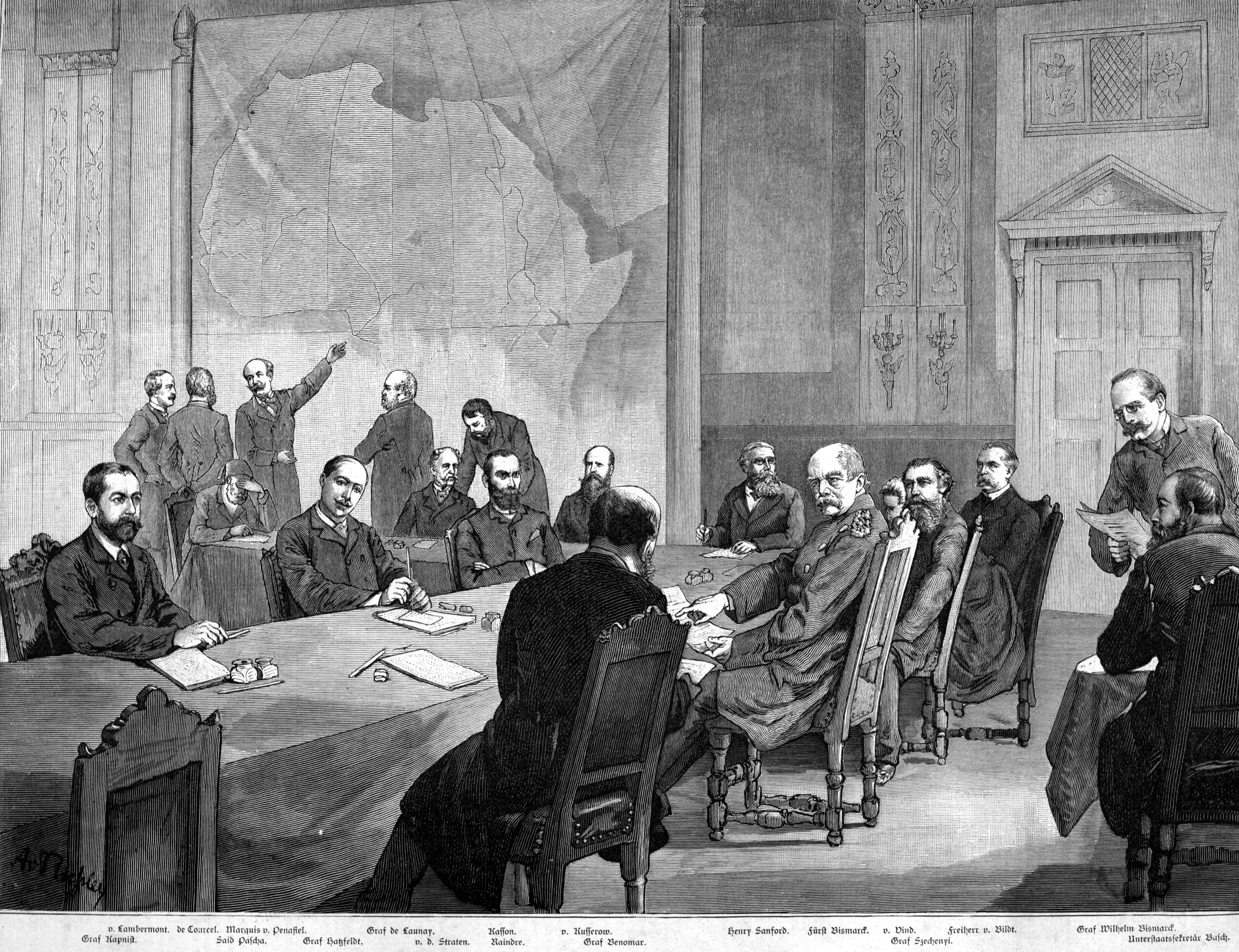
De Koloniale Conferentie van Berlijn waar Stanley als technisch adviseur voor de Amerikaanse diplomaat Henry Shelton Sanford de grenzen van de onafhankelijke Congostaat hielp bepalen.

In 1879-84 voer Stanley opnieuw op de Congo. Dit keer was hij in dienst van het Studiecomité van Opper-Congo (opvolger van de Belgische afdeling van de Association internationale africaine) van koning Leopold II van België, voor wie hij het gebied aan de zuidelijke oever in bezit nam, daarmee de grondslag leggend voor de Onafhankelijke Congostaat. In 1881 stichtte Stanley de handelspost Leopoldstad, het latere Kinshasa.
Ook trad Stanley tijdens de Koloniale Conferentie van Berlijn, nog steeds onder contract van het Studiecomité, als technisch adviseur op voor de Amerikaanse diplomaat Henry Shelton Sanford, tevens zelf een getrouwe van koning Leopold II.

### "Redding" van Emin Pasha (1887-1890)
In 1887 maakte Stanley zijn laatste reis. Doel was ditmaal om Emin Pasha op te sporen, een Duitser die als gouverneur van de Egyptische provincie Equatoria in Centraal-Afrika verbleef, maar door de Mahdi-opstand in Soedan zijn hoofdstad Gondokoro moest verlaten en van de buitenwereld was afgesneden. Stanley reisde opnieuw de Congo op en trok vervolgens door de Congolese regenwouden naar het gebied rond het Albertmeer. Daar werd Emin Pasha in Wadelai gevonden, doch deze was helemaal niet van zins 'gered' te worden. Hij had het naar zijn zin in Afrika: hij had een katoenspinnerij opgebouwd, vogels en andere dieren verzameld en een waardevolle verzameling ivoor opgebouwd. Naar verluidt was zijn eerste reactie toen hij zijn redder zag om hem een nieuw paar schoenen aan te bieden. Uiteindelijk liet hij zich door Stanley overhalen hem naar Zanzibar te vergezellen. Tijdens deze reis ontdekten Stanley en Emin Pasha het Edwardmeer en het Rwenzori-gebergte. In Bagamoyo, aan de kust tegenover Zanzibar aangekomen, liep Emin Pasha tijdens een ontvangst door Hermann von Wissmann een zware hersenschudding op door een val uit een raam. Stanley moest Emin Pasha in Bagamoyo achterlaten om te genezen en keerde zonder hem via Zanzibar en Caïro terug naar Engeland. Tijdens de reddingsexpeditie was twee derde deel van de expeditieleden overleden.

### Levenseinde
Teruggekeerd in Europa trouwde hij in 1890 met de Britse neoclassicistische schilderes Dorothy Tennant (1855 – 1926) en zij adopteerden een jongen Denzil. Stanley was in 1885 genaturaliseerd tot Amerikaans staatsburger, maar werd in 1892 weer Brit. Hij was parlementslid van 1895 tot 1900 en werd in 1899 in de adelstand verheven met de titel "Sir Henry Morton Stanley, Knight Grand Cross of the Order of the Bath". Stanley stierf in Londen op 10 mei 1904 en ligt begraven in Pirbright, Surrey. Op zijn grafsteen staat "Henry Morton Stanley, Bula Matari, 1841–1904, Africa". De bijnaam Bula Matari, die in het Kongo, en het Lingala, twee omgangstalen aan de Beneden- en de Midden-Kongo, hij die stenen breekt betekent, kreeg Stanley van de lokale bevolking van Congo.

## Publicaties (selectie)
- How I Found Livingstone: Travels, Adventures and Discoveries in Central Africa: Including an Account of Four Months' Residence with Dr. Livingstone, 1872.
- Through the Dark Continent; Or, The Sources of the Nile: Around the Great Lakes of Equatorial Africa and Down the Livingstone River to the Atlantic Ocean, Sampson Low, Marston, Searle, Rivington (1878).
- The Congo and the Founding of Its Free State: A Story of Work and Exploration, Harper & Brothers (1885).
- In Darkest Africa; Or, The Quest, Rescue, and Retreat of Emin, Governor of Equatoria, Scribner (1890).
- Slavery and the slave trade in Africa, Harper & brothers, New York (1893)

## Soorten naar hem vernoemd
- De diepslakkensoort Gabbiella stanleyi (Edgar Albert Smith, 1877);[6]
- Het geslacht Stanleya van zoetwaterslakken (Jules René Bourguignat, 1885);[7]
- De kever Asthenorhina stanleyana (John Obadiah Westwood, 1890) uit de onderfamilie rozenkevers (Cetoniidae).[8]

## In moderne media
- De roman Heart of Darkness van Joseph Conrad is deels op Morton Stanley's reiservaringen in Afrika gebaseerd.
- De film Stanley and Livingstone uit 1939 is gebaseerd op de zoektocht van Stanley naar Dr. Livingstone, met in de rol van Stanley Spencer Tracy.